# Романський меч
Рома́нський меч — тип європейського меча періоду Високого і частково Пізнього Середньовіччя (приблизно з 1000 до 1350 року), що використовувався у Західній Європі майже виключно станом лицарів, а у Київській Русі — в княжому війську. Його інша назва — капетингський, ймовірно, за аналогією з каролінгським. Разом з мечами XIV—XV століть в наш час іноді об'єднується терміном «лицарський меч» (англ. knightly sword), або «меч для озброєння» (англ. arming sword), тобто, носіння як допоміжного зброї. На території України знайдено 44 романські мечі.
Слід відзначити, що всі наведені в статті назви є ретронімами, які були введені зброєзнавцями, колекціонерами зброї та реконструкторами. За часів, коли така зброя активно використовувалался, вона іменувалася просто «мечем».

## Виготовлення
Виготовлення меча починалося з виплавки металу в сиродутій печі. Одержаний злиток проковували, після чого складали пакет зі сталі і заліза, або зі сталі з різним вмістом вуглецю (високовуглецевої — більш твердої, і маловуглецевої — більш м'якої та еластичної). Потім шари пакета, який являв собою заготовку майбутнього клинка, зварювали при температурі приблизно 1100 °С із застосуванням флюсу — річкового піску, який захищав сталь від «перепалу». Необхідна температура визначалася «на око», заготовка при цьому мала світитися жовтим кольором, а для того, щоб краще розрізняти відтінки, в кузні зазвичай було темно. Після зварювання приступали до витягування клинка при температурі близько 950 °С, на що вказував світло-помаранчевий колір металу. Витягування виконували учні-молотобойці, під контролем самого коваля, при цьому заготовка набувала приблизних обрисів і товщини майбутнього клинка, на ній виробляли хвостовик і виковували діл. Альтернативним способом було виточування долу на холодному клинку, що було простіше, але порушуючи структуру сталі, погіршувало його характеристики. Після цього, коваль проводив тонку ковку, ущільнюючи леза і надаючи клинку остаточної форми (в ідеальному випадку клинок на цьому етапі мав якомога точніше відповідати розмірам готового виробу). Ущільнення лез відбувалося при нагріванні до червоного кольору, дрібні деталі і помилки виправлялися напилком. Після цього клинок піддавали тепловій обробці, що складалася з трьох етапів. Спочатку, для того що б зробити сталь більш однорідною, його повільно розжарювали до приблизно 800 °С (вишнево-червоний колір металу) і охолоджували на повітрі. Потім витримували якомога довше при 780 °С (темно-червоний колір), що покращувало структуру металу, після чого, для зняття напруження в клинку, проводився м'який відпал. Для цього клинок розігрівали до червоно-коричневого кольору, загортали в теплоізоляційний матеріал і залишали охолонути, причому бажано, щоб охолодження відбувалося як можна довше. Всі ці процедури становили тільки перший етап обробки. Другим, і найбільш важливим етапом було загартовування, яке багато в чому визначало характеристики готового виробу. Для цього клинок нагрівали до 800 °С, після чого швидко занурювали в ємність з водою або маслом, в якомога більш вертикальному положенні. Відразу після цього проводили відпускання (третій етап). Клинок нагрівали до 250—300 °С (до тьмяно-червоного кольору), потім повільно охолоджували. Так повторювали кілька разів, водночас коригуючи молотом недоліки, що проявлялися.
Далі в цілому готовий клинок шліфувався. Спочатку проводилося грубе шліфування, потім тонке, після чого клинок очищали за допомогою масла (що надавало додаткового захисту від корозії) і заточували. На хвостовику монтувалися хрестовина, держак і навершя. Хвостовик проходив навершя наскрізь, його виступаючий кінець розклепувався, фіксуючи всі елементи. Держак обплітали шнуром і обтягували шкірою. На додаток до всього виготовляли піхви, тоді ж могли зробити й пояс для носіння.

## Романський меч в культурі
Численні зображення романських мечів збереглися на середньовічних мініатюрах, фресках, скульптурах, барельєфах тощо. Часто ці зображення можна використовувати для типологізації та уточнення датування періоду використання того чи іншого типу меча. Наприклад, мечі типу Х за Окшоттом часто зображувалися німецькими мініатюристами епохи Оттонівського відродження, тип XI можна зустріти в англійських манускриптах і на бронзовій дверній панелі веронського собору Сан-Дзено Маджоре, багато мечів типу XII зображено в біблії Мацієвського і в Апокаліпсисі з Триніті-коледжу. В одній з копій «Роману про Александра» (1330) присутні мечі типів XII, XIII і XIV, мечі типів XIII і XIIIa можна побачити на скульптурах Фрайбурзького собору, XIIIb — на деяких англійських надгробках. Мечі типу XIV часто зустрічаються на англійських, французьких та італійських живописних і скульптурних зображеннях періоду 1270—1340 років. Цікавими є статуї Наумбурзького собору, датовані XIII століттям, сім мечів яких демонструють два типи дископодібних навершь і п'ять похідних від форми бразильського горіха: у графа Германа і Дітріха фон Бренни високий і повний різновид з прямими верхніми гранями і вертикальним ребром (тип D), у графа Конрада схожий, але зі злегка увігнутими верхніми гранями (тип D або E), у графа Дітмара товсте і високе навершя з прямим верхнім краєм (тип P), меч Вільгельма фон Камбурга має навершя, схоже на човен (тип N).
Іноді цінні дані надає середньовічна література. У вже згадуваному «Романі про Александра» зустрічаються дані про дворучні мечі, а в «Романі про Ру» і творі де Жуанвіля — про сідельні.
У Київській русі зображення мечів романського типу зустрічалися на іконах, образках, мініатюрах, печатках і в білокам'яній різьбі, причому частіше за інших зустрічалися мечі з дископодібними навершями (тип VI Кирпичникова).

## Романські мечі в зібраннях українських музеїв
Чотири «романські» мечі зберігаються у Національному музеї історії України, вони датуються другою половиною XIII — першою половиною XIV століття.